# José Della Torre
José Della Torre (ur. 26 marca 1906, zm. 31 lipca 1979) – argentyński piłkarz noszący przydomek Pechito, prawy obrońca. Wzrost 174 cm, waga 72 kg.
Jako piłkarz klubu Racing Club de Avellaneda wraz z reprezentacją Argentyny wziął udział w finałach mistrzostw świata w 1930 roku. Argentyna zdobyła tytuł wicemistrza świata, a Della Torre jako jedyny piłkarz argentyński zagrał we wszystkich pięciu meczach – z Francją, Meksykiem, Chile, USA i Urugwajem. Był jedynym uczestnikiem turnieju, który zagrał w pięciu meczach.
Nigdy nie zagrał w turnieju Copa América.
Po zakończeniu kariery piłkarskiej został trenerem – był m.in. jednym z trzech trenerów reprezentacji Argentyny podczas turnieju Copa América 1959 oraz asystentem Lorenza podczas finałów mistrzostw świata w 1962 roku.